# Harold B. Lee
Harold Bingham Lee (28 de marzo de 1899-26 de diciembre de 1973) religioso y undécimo presidente de La Iglesia de Jesucristo de los Santos de los Últimos Días desde 1972, desde cuando murió su predecesor Joseph Fielding Smith hasta su muerte en 1973. Como presidente de la Iglesia de Jesucristo de los Santos de los Últimos Días es considerado por los miembros fieles como profeta, vidente y revelador de Dios con derecho a la revelación.
| Predecesor: Joseph Fielding Smith | Presidente de La Iglesia de Jesucristo de los Santos de los Últimos Días 7 de julio de 1972 - 26 de diciembre de 1973 | Sucesor: Spencer W. Kimball |

- Datos: Q1392118
- Multimedia: Harold B. Lee / Q1392118